# Unterseeboot 634
L'Unterseeboot 634 ou U-634 est un sous-marin allemand (U-Boot) de type VIIC utilisé par la Kriegsmarine pendant la Seconde Guerre mondiale.
Le sous-marin fut commandé le 15 août 1940 à Hambourg (Blohm & Voss), sa quille fut posée le 23 septembre 1941, il fut lancé le 10 juin 1942 et mis en service le 6 août 1942, sous le commandement de l'Oberleutnant zur See Hans-Günther Brosin.
Il fut coulé par la marine britannique en août 1943.

## Conception
Unterseeboot type VII, l'U-634 avait un déplacement de 769 tonnes en surface et 871 tonnes en plongée. Il avait une longueur totale de 67,10 m, un maître-bau de 6,20 m, une hauteur de 9,60 m et un tirant d'eau de 4,74 m. Le sous-marin était propulsé par deux hélices de 1,23 m, deux moteurs diesel Germaniawerft M6V 40/46 de 6 cylindres en ligne de 1 400 cv à 470 tr/min, produisant un total de 2 060 à 2 350 kW en surface et de deux moteurs électriques BBC GG UB 720/8 de 375 cv à 295 tr/min, produisant un total 550 kW, en plongée. Le sous-marin avait une vitesse en surface de 17,7 nœuds (32,8 km/h) et une vitesse de 7,6 nœuds (14,1 km/h) en plongée. Immergé, il avait un rayon d'action de 80 milles marins (150 km) à 4 nœuds (7,4 km/h; 4,6 milles par heure) et pouvait atteindre une profondeur de 230 m. En surface son rayon d'action était de 8 500 milles nautiques (soit 15 700 km) à 10 nœuds (19 km/h).
L'U-634 était équipé de cinq tubes lance-torpilles de 53,3 cm (quatre montés à l'avant et un à l'arrière) qui contenait quatorze torpilles. Il était équipé d'un canon de 8,8 cm SK C/35 (220 coups) et d'un canon antiaérien de 20 mm Flak. Il pouvait transporter 26 mines TMA ou 39 mines TMB. Son équipage comprenait 4 officiers et 40 à 56 sous-mariniers.

## Historique
Entré en période d'entraînement à la 5. Unterseebootsflottille jusqu'au 31 janvier 1943, il se trouve en phase de combat dans la 9. Unterseebootsflottille.
Lors de sa période de formation, l'U-634 est endommagé le 12 novembre 1942 près de Hel en Pologne à la position géographique de 54° 45′ N, 18° 50′ E à la suite de la collision avec l'U-272. L'U-272 coule lors de cet accident qui tue vingt-neuf des quarante-huit membres d'équipage.
Sa première patrouille est précédée d'un court trajet de Kiel à Bergen. Elle commence le 18 février 1943 au départ de Bergen. Il navigue dans l'Atlantique Nord (GIUK) entre l'Islande et les îles Féroé.
Le convoi HX-227 appareille de New York le 18 février 1943. Alors que la machine Ultra avait réussi à éloigner à temps la plupart des convois de la meute Neptun, le HX-227, pourtant déjà détourné vers le nord, est repéré le 27 février. Trop au nord pour la meute et bien défendu par son escorte, il évite des dommages majeurs au cours des trois jours de bataille qui s'ensuivent. Il arrive à Liverpool le 6 mars. L'U-634 coule un navire marchand américain du convoi au matin du 2 mars 1943. L'attaque provoque la mort de la totalité des 75 membres d'équipage.
Le 18 avril 1943 à 9 h 10, le sous-marin est attaqué dans l'Atlantique Nord au nord-ouest du cap Finisterre, par un Sunderland Mk.III DV969 australien du No. 10 Squadron RAAF. Deux bombes de 250 kg sont lancées au premier passage, tombant une trentaine de mètres derrière le sous-marin. L'U-634 repousse une deuxième attaque (six charges de profondeur) avant de plonger légèrement endommagé à la tourelle de mitraillage. Le Sunderland est touché au nez ainsi qu'à l'aile droite. Deux des douze aviateurs sont blessés par des éclats d'obus.
Le 12 juin 1943, l'U-634 quitte Brest pour la mer des Caraïbes. Le lendemain, il abat un Sunderland britannique du No. 228 Squadron RAF (en) à l'ouest de Saint-Nazaire.
L'U-634 coule lors de son retour vers sa base le 30 août 1943, dans l'Atlantique Nord à l'est des Açores à la position 40° 13′ N, 19° 24′ O, par des charges de profondeur du sloop britannique HMS Stork et de la corvette britannique HMS Stonecrop (en).
Les quarante-sept membres d'équipage meurent dans cette attaque.

## Affectations
- 5. Unterseebootsflottille du 6 août 1942 au 31 janvier 1943 (Période de formation).
- 9. Unterseebootsflottille du 1er février 1943 au 30 août 1943 (Unité combattante).

## Commandement
- Oberleutnant zur See Hans-Günther Brosin du 6 août 1942 au 2 février 1943.
- Oberleutnant zur See Eberhard Dahlhaus du 28 février 1943 au 30 août 1943.

## Patrouilles
|       | Commandant              | Départ          | Départ  | Arrivée         | Arrivée | Jours     | Succès  |
| ----- | ----------------------- | --------------- | ------- | --------------- | ------- | --------- | ------- |
|       | Ltn. Eberhard Dahlhaus  | 9 février 1943  | Kiel    | 13 février 1943 | Bergen  | 5 jours   |         |
| 1     | Ltn. Eberhard Dahlhaus  | 18 février 1943 | Bergen  | 23 mars 1943    | Lorient | 34 jours  | 7 176   |
| 2     | Oblt. Eberhard Dahlhaus | 15 avril 1943   | Lorient | 23 mai 1943     | Brest   | 39 jours  |         |
| 3     | Oblt. Eberhard Dahlhaus | 12 juin 1943    | Brest   | 30 août 1943    | Coulé   | 80 jours  |         |
| Total | Total                   | Total           | Total   | Total           | Total   | 158 jours | 7 176 t |

Note : Ltn. = Leutnant zur See - Oblt. = Oberleutnant zur See

### Opérations Wolfpack
L'U-634 opéra avec les Rudeltaktik (meute de loups) durant sa carrière opérationnelle.
- Westmark (6-11 mars 1943)
- Amsel (22 avril – 3 mai 1943)
- Amsel 2 (3-6 mai 1943)
- Elbe (7-10 mai 1943)
- Elbe 1 (10-14 mai 1943)

## Navires coulés
L'U-634 coula 1 navire marchand de 7 176 tonneaux au cours des 3 patrouilles (158 jours en mer) qu'il effectua.
| Date        | Nom              | Nationalité | Tonnage | Convoi | Fait  | Localisation         |
| ----------- | ---------------- | ----------- | ------- | ------ | ----- | -------------------- |
| 2 mars 1943 | Meriwether Lewis | USA         | 7 176   | HX-227 | Coulé | 62° 10′ N, 28° 25′ O |